# Skilanglauf-Balkan-Cup 2018
Der Skilanglauf-Balkan-Cup 2017/18 ist eine von der FIS organisierte Wettkampfserie, die zum Unterbau des Skilanglauf-Weltcups 2017/18 gehört. Sie beginnt am 13. Januar 2018 in Ravna Gora und endet am 18. März 2018 in Borowets.

## Resultate

### Männer
| 1. Balkan-Cup in Ravna Gora, 13. bis 14. Januar 2018 | 1. Balkan-Cup in Ravna Gora, 13. bis 14. Januar 2018 | 1. Balkan-Cup in Ravna Gora, 13. bis 14. Januar 2018 | 1. Balkan-Cup in Ravna Gora, 13. bis 14. Januar 2018 | 1. Balkan-Cup in Ravna Gora, 13. bis 14. Januar 2018 |
| ---------------------------------------------------- | ---------------------------------------------------- | ---------------------------------------------------- | ---------------------------------------------------- | ---------------------------------------------------- |
| Datum                                                | Disziplin                                            | Erster Platz                                         | Zweiter Platz                                        | Dritter Platz                                        |
| 13. Januar 2018                                      | 2,5 km Freistil                                      | Edi Dadić                                            | Nikolaj Wjatschew                                    | Miha Jan                                             |
| 14. Januar 2018                                      | 10 km klassisch                                      | Yordan Chuchuganov                                   | Edi Dadić                                            | Jan Mezek                                            |

| 2. Balkan-Cup in Erzurum, 19. bis 21. Januar 2018 | 2. Balkan-Cup in Erzurum, 19. bis 21. Januar 2018 | 2. Balkan-Cup in Erzurum, 19. bis 21. Januar 2018 | 2. Balkan-Cup in Erzurum, 19. bis 21. Januar 2018 | 2. Balkan-Cup in Erzurum, 19. bis 21. Januar 2018 |
| ------------------------------------------------- | ------------------------------------------------- | ------------------------------------------------- | ------------------------------------------------- | ------------------------------------------------- |
| Datum                                             | Disziplin                                         | Erster Platz                                      | Zweiter Platz                                     | Dritter Platz                                     |
| 19. Januar 2018                                   | 10 km klassisch                                   | Edi Dadić                                         | Yordan Chuchuganov                                | Hamza Dursun                                      |
| 20. Januar 2018                                   | 10 km klassisch                                   | Edi Dadić                                         | Yordan Chuchuganov                                | Ömer Ayçiçek                                      |
| 21. Januar 2018                                   | 10 km Freistil                                    | Damir Rastić                                      | Edi Dadić                                         | Ömer Ayçiçek                                      |

| 3. Balkan-Cup in Naoussa, 3. bis 4. Februar 2018 | 3. Balkan-Cup in Naoussa, 3. bis 4. Februar 2018 | 3. Balkan-Cup in Naoussa, 3. bis 4. Februar 2018 | 3. Balkan-Cup in Naoussa, 3. bis 4. Februar 2018 | 3. Balkan-Cup in Naoussa, 3. bis 4. Februar 2018 |
| ------------------------------------------------ | ------------------------------------------------ | ------------------------------------------------ | ------------------------------------------------ | ------------------------------------------------ |
| Datum                                            | Disziplin                                        | Erster Platz                                     | Zweiter Platz                                    | Dritter Platz                                    |
| 3. Februar 2018                                  | 10 km Freistil                                   | Florin Robert Dolhascu                           | Petrică Hogiu                                    | Apostolos Angelis                                |
| 4. Februar 2018                                  | 10 km Freistil                                   | Petrică Hogiu                                    | Nikolaj Wjatschew                                | Florin Robert Dolhascu                           |

| 4. Balkan-Cup in Zlatibor, 28. Februar und 1. März 2018 | 4. Balkan-Cup in Zlatibor, 28. Februar und 1. März 2018 | 4. Balkan-Cup in Zlatibor, 28. Februar und 1. März 2018 | 4. Balkan-Cup in Zlatibor, 28. Februar und 1. März 2018 | 4. Balkan-Cup in Zlatibor, 28. Februar und 1. März 2018 |
| ------------------------------------------------------- | ------------------------------------------------------- | ------------------------------------------------------- | ------------------------------------------------------- | ------------------------------------------------------- |
| Datum                                                   | Disziplin                                               | Erster Platz                                            | Zweiter Platz                                           | Dritter Platz                                           |
| 28. Februar 2018                                        | 10 km Freistil                                          | Damir Rastić                                            | Nikolaj Wjatschew                                       | Martin Penchev                                          |
| 1. März 2018                                            | Sprint Freistil                                         | Nikolaj Wjatschew                                       | Stefan Anić                                             | Milos Milosavljevic                                     |

| 5. Balkan-Cup in Mavrovo, 7. bis 8. März 2018 | 5. Balkan-Cup in Mavrovo, 7. bis 8. März 2018 | 5. Balkan-Cup in Mavrovo, 7. bis 8. März 2018 | 5. Balkan-Cup in Mavrovo, 7. bis 8. März 2018 | 5. Balkan-Cup in Mavrovo, 7. bis 8. März 2018 |
| --------------------------------------------- | --------------------------------------------- | --------------------------------------------- | --------------------------------------------- | --------------------------------------------- |
| Datum                                         | Disziplin                                     | Erster Platz                                  | Zweiter Platz                                 | Dritter Platz                                 |
| 7. März 2018                                  | 10 km Freistil                                | Martin Penchev                                | Stavre Jada                                   | Florin Robert Dolhascu                        |
| 8. März 2018                                  | 10 km Freistil                                | Martin Penchev                                | Yordan Chuchuganov                            | Florin Robert Dolhascu                        |

| 6. Balkan-Cup in Pale, 12. bis 13. März 2018 | 6. Balkan-Cup in Pale, 12. bis 13. März 2018 | 6. Balkan-Cup in Pale, 12. bis 13. März 2018 | 6. Balkan-Cup in Pale, 12. bis 13. März 2018 | 6. Balkan-Cup in Pale, 12. bis 13. März 2018 |
| -------------------------------------------- | -------------------------------------------- | -------------------------------------------- | -------------------------------------------- | -------------------------------------------- |
| Datum                                        | Disziplin                                    | Erster Platz                                 | Zweiter Platz                                | Dritter Platz                                |
| 12. März 2018                                | 10 km Freistil                               | Paul Constantin Pepene                       | Alin Florin Cioanca                          | Petrică Hogiu                                |
| 13. März 2018                                | 10 km Freistil                               | Alin Florin Cioanca                          | Paul Constantin Pepene                       | Petrică Hogiu                                |

| 7. Balkan-Cup in Borowetz, 17. bis 18. März 2018 | 7. Balkan-Cup in Borowetz, 17. bis 18. März 2018 | 7. Balkan-Cup in Borowetz, 17. bis 18. März 2018 | 7. Balkan-Cup in Borowetz, 17. bis 18. März 2018 | 7. Balkan-Cup in Borowetz, 17. bis 18. März 2018 |
| ------------------------------------------------ | ------------------------------------------------ | ------------------------------------------------ | ------------------------------------------------ | ------------------------------------------------ |
| Datum                                            | Disziplin                                        | Erster Platz                                     | Zweiter Platz                                    | Dritter Platz                                    |
| 17. März 2018                                    | 10 km klassisch                                  | Wesselin Zinsow                                  | Petrică Hogiu                                    | Alin Florin Cioanca                              |
| 18. März 2018                                    | 10 km Freistil                                   | Raul Mihai Popa                                  | Wesselin Zinsow                                  | Alin Florin Cioanca                              |

### Gesamtwertung Männer
| Endstand (Top 10) |                        |        |
| \| Rang \| Name \| Punkte \| \| ---- \| ---------------------- \| ------ \| \| 1 \| Nikolaj Wjatschew \| 730 \| \| 2 \| Martin Penchev \| 527 \| \| 3 \| Yordan Chuchuganov \| 512 \| \| 4 \| Edi Dadić \| 460 \| \| 5 \| Petrica Hogiu \| 430 \| \| 6 \| Stavre Jada \| 343 \| \| 7 \| Florin Robert Dolhascu \| 338 \| \| 8 \| Alin Florin Cioanca \| 300 \| \| 9 \| Simeon Ognyanov \| 257 \| \| 10. \| Milos Milosavljevic \| 250 \| |                        |        |
| Rang | Name                   | Punkte |
| 1 | Nikolaj Wjatschew      | 730    |
| 2 | Martin Penchev         | 527    |
| 3 | Yordan Chuchuganov     | 512    |
| 4 | Edi Dadić              | 460    |
| 5 | Petrica Hogiu          | 430    |
| 6 | Stavre Jada            | 343    |
| 7 | Florin Robert Dolhascu | 338    |
| 8 | Alin Florin Cioanca    | 300    |
| 9 | Simeon Ognyanov        | 257    |
| 10. | Milos Milosavljevic    | 250    |

### Frauen
| 1. Balkan-Cup in Ravna Gora, 13. bis 14. Januar 2018 | 1. Balkan-Cup in Ravna Gora, 13. bis 14. Januar 2018 | 1. Balkan-Cup in Ravna Gora, 13. bis 14. Januar 2018 | 1. Balkan-Cup in Ravna Gora, 13. bis 14. Januar 2018 | 1. Balkan-Cup in Ravna Gora, 13. bis 14. Januar 2018 |
| ---------------------------------------------------- | ---------------------------------------------------- | ---------------------------------------------------- | ---------------------------------------------------- | ---------------------------------------------------- |
| Datum                                                | Disziplin                                            | Erster Platz                                         | Zweiter Platz                                        | Dritter Platz                                        |
| 13. Januar 2018                                      | 2,5 km Freistil                                      | Antonija Grigorowa-Burgowa                           | Maria Tsakiri                                        | Maria Ntanou                                         |
| 14. Januar 2018                                      | 5 km klassisch                                       | Anja Zavbi Kunaver                                   | Antonija Grigorowa-Burgowa                           | Vedrana Malec                                        |

| 2. Balkan-Cup in Erzurum, 19. bis 21. Januar 2018 | 2. Balkan-Cup in Erzurum, 19. bis 21. Januar 2018 | 2. Balkan-Cup in Erzurum, 19. bis 21. Januar 2018 | 2. Balkan-Cup in Erzurum, 19. bis 21. Januar 2018 | 2. Balkan-Cup in Erzurum, 19. bis 21. Januar 2018 |
| ------------------------------------------------- | ------------------------------------------------- | ------------------------------------------------- | ------------------------------------------------- | ------------------------------------------------- |
| Datum                                             | Disziplin                                         | Erster Platz                                      | Zweiter Platz                                     | Dritter Platz                                     |
| 19. Januar 2018                                   | 5 km klassisch                                    | Antonija Grigorowa-Burgowa                        | Sandra Schützová                                  | Maria Ntanou                                      |
| 20. Januar 2018                                   | 5 km klassisch                                    | Nansi Okoro                                       | Sandra Schützová                                  | Antonija Grigorowa-Burgowa                        |
| 21. Januar 2018                                   | 5 km Freistil                                     | Sandra Schützová                                  | Antonija Grigorowa-Burgowa                        | Maria Ntanou                                      |

| 3. Balkan-Cup in Naoussa, 3. bis 4. Februar 2018 | 3. Balkan-Cup in Naoussa, 3. bis 4. Februar 2018 | 3. Balkan-Cup in Naoussa, 3. bis 4. Februar 2018 | 3. Balkan-Cup in Naoussa, 3. bis 4. Februar 2018 | 3. Balkan-Cup in Naoussa, 3. bis 4. Februar 2018 |
| ------------------------------------------------ | ------------------------------------------------ | ------------------------------------------------ | ------------------------------------------------ | ------------------------------------------------ |
| Datum                                            | Disziplin                                        | Erster Platz                                     | Zweiter Platz                                    | Dritter Platz                                    |
| 3. Februar 2018                                  | 5 km Freistil                                    | Maria Ntanou                                     | Anja Ilić                                        | Ioana Georgiana Andreca                          |
| 4. Februar 2018                                  | 5 km Freistil                                    | Nansi Okoro                                      | Maria Ntanou                                     | Anja Ilić                                        |

| 4. Balkan-Cup in Zlatibor, 28. Februar und 1. März 2018 | 4. Balkan-Cup in Zlatibor, 28. Februar und 1. März 2018 | 4. Balkan-Cup in Zlatibor, 28. Februar und 1. März 2018 | 4. Balkan-Cup in Zlatibor, 28. Februar und 1. März 2018 | 4. Balkan-Cup in Zlatibor, 28. Februar und 1. März 2018 |
| ------------------------------------------------------- | ------------------------------------------------------- | ------------------------------------------------------- | ------------------------------------------------------- | ------------------------------------------------------- |
| Datum                                                   | Disziplin                                               | Erster Platz                                            | Zweiter Platz                                           | Dritter Platz                                           |
| 28. Februar 2018                                        | 5 km Freistil                                           | Nansi Okoro                                             | Anja Ilić                                               | Sanja Kusmuk                                            |
| 1. März 2018                                            | Sprint Freistil                                         | Nansi Okoro                                             | Anja Ilić                                               | Vanesa Emilova                                          |

| 5. Balkan-Cup in Mavrovo, 7. bis 8. März 2018 | 5. Balkan-Cup in Mavrovo, 7. bis 8. März 2018 | 5. Balkan-Cup in Mavrovo, 7. bis 8. März 2018 | 5. Balkan-Cup in Mavrovo, 7. bis 8. März 2018 | 5. Balkan-Cup in Mavrovo, 7. bis 8. März 2018 |
| --------------------------------------------- | --------------------------------------------- | --------------------------------------------- | --------------------------------------------- | --------------------------------------------- |
| Datum                                         | Disziplin                                     | Erster Platz                                  | Zweiter Platz                                 | Dritter Platz                                 |
| 7. März 2018                                  | 5 km Freistil                                 | Nansi Okoro                                   | Viktorija Todorovska                          | Anja Ilić                                     |
| 8. März 2018                                  | 5 km Freistil                                 | Nansi Okoro                                   | Ioana Georgiana Andreca                       | Viktorija Todorovska                          |

| 6. Balkan-Cup in Pale, 12. bis 13. März 2018 | 6. Balkan-Cup in Pale, 12. bis 13. März 2018 | 6. Balkan-Cup in Pale, 12. bis 13. März 2018 | 6. Balkan-Cup in Pale, 12. bis 13. März 2018 | 6. Balkan-Cup in Pale, 12. bis 13. März 2018 |
| -------------------------------------------- | -------------------------------------------- | -------------------------------------------- | -------------------------------------------- | -------------------------------------------- |
| Datum                                        | Disziplin                                    | Erster Platz                                 | Zweiter Platz                                | Dritter Platz                                |
| 12. März 2018                                | 5 km Freistil                                | Tímea Lőrincz                                | Tanja Karišik-Košarac                        | Vedrana Malec                                |
| 13. März 2018                                | 5 km Freistil                                | Tímea Lőrincz                                | Lyubomira Pehlivanska                        | Nansi Okoro                                  |

| 7. Balkan-Cup in Borowetz, 17. bis 18. März 2018 | 7. Balkan-Cup in Borowetz, 17. bis 18. März 2018 | 7. Balkan-Cup in Borowetz, 17. bis 18. März 2018 | 7. Balkan-Cup in Borowetz, 17. bis 18. März 2018 | 7. Balkan-Cup in Borowetz, 17. bis 18. März 2018 |
| ------------------------------------------------ | ------------------------------------------------ | ------------------------------------------------ | ------------------------------------------------ | ------------------------------------------------ |
| Datum                                            | Disziplin                                        | Erster Platz                                     | Zweiter Platz                                    | Dritter Platz                                    |
| 17. März 2018                                    | 5 km klassisch                                   | Tímea Lőrincz                                    | Nansi Okoro                                      | Vanesa Emilova                                   |
| 18. März 2018                                    | 5 km Freistil                                    | Tímea Lőrincz                                    | Tanja Karišik-Košarac                            | Lyubomira Pehlivanska                            |

### Gesamtwertung Frauen
| Endstand (Top 10) |                            |        |
| \| Rang \| Name \| Punkte \| \| ---- \| -------------------------- \| ------ \| \| 1 \| Nansi Okoro \| 1022 \| \| 2 \| Anja Ilić \| 679 \| \| 3 \| Maria Ntanou \| 500 \| \| 4 \| Antonija Grigorowa-Burgowa \| 480 \| \| 5 \| Vanesa Emilova \| 448 \| \| 6 \| Tímea Lőrincz \| 400 \| \| 7 \| Ioana Georgiana Andreca \| 338 \| \| 8 \| Sanja Kusmuk \| 315 \| \| 9 \| Maria Dumitrela Andreca \| 258 \| \| 10. \| Viktorija Todorovska \| 218 \| |                            |        |
| Rang | Name                       | Punkte |
| 1 | Nansi Okoro                | 1022   |
| 2 | Anja Ilić                  | 679    |
| 3 | Maria Ntanou               | 500    |
| 4 | Antonija Grigorowa-Burgowa | 480    |
| 5 | Vanesa Emilova             | 448    |
| 6 | Tímea Lőrincz              | 400    |
| 7 | Ioana Georgiana Andreca    | 338    |
| 8 | Sanja Kusmuk               | 315    |
| 9 | Maria Dumitrela Andreca    | 258    |
| 10. | Viktorija Todorovska       | 218    |